# Xanthophytum
Xanthophytum  es un género con 43 especies de plantas con flores perteneciente a la familia de las rubiáceas.
Es nativo de Sumatra, sur de China y Fiyi.

## Taxonomía
El género fue descrito por Reinw. ex Blume  y publicado en Catalogus van eenige der Merkwaardigste Zoo ... 57. 1823 La especie tipo es:  Xanthophytum fruticulosum Reinw. ex Blume.

## Especies seleccionadas
- Xanthophytum alopecurum Axelius (1990).
- Xanthophytum attopevense (Pierre ex Pit.) H.S.Lo (1986).
- Xanthophytum balansae (Pit.) H.S.Lo (1986).